# Pseudepipona turneri
Pseudepipona turneri är en stekelart som först beskrevs av Giordani Soika.  Pseudepipona turneri ingår i släktet Pseudepipona och familjen Eumenidae. Inga underarter finns listade i Catalogue of Life.